# Małgosia i Jaś
Małgosia i Jaś (ang. Gretel & Hansel) – amerykański horror z 2020 roku w reżyserii Oza Perkinsa. Film inspirowany baśnią braci Grimm Jaś i Małgosia.

## Fabuła
Dzieje się to dawno, dawno temu w odległej baśniowej krainie, lecz nic nie przypomina bajki. Wszechobecny głód i brak pracy zmusza rodzeństwo Małgosię (Sophia Lillis)  i Jasia (Samuel Leakey) do opuszczenia rodzinnego domu w poszukiwaniu lepszego miejsca do życia. Jedyna znana im droga wiedzie przez niekończący się las, który wydaje się pulsować jakimś odwiecznym życiem. Wycieńczone wielodniową wędrówką i nieopuszczającym ich strachem dzieci trafiają wreszcie na ludzkie domostwo. Mieszkająca tu dziwna kobieta oferuje im gościnę i posiłek. Przekraczając próg jej domu, Małgosia i Jaś trafiają do miejsca jeszcze gorszego niż piekło.

## Obsada[1]
- Sophia Lillis – Małgosia
- Samuel Leakey – Jaś
- Alice Krige – Holda
  - Jessica De Gouw – Młoda Holda
- Charles Babalola – Łowca
- Ian Kenny – Rycerz na koniu
- Abdul Alshareef – Rycerz
- Manuel Pombo – Rycerz
- Beatrix Perkins – Clicky